# Hoekenbrink

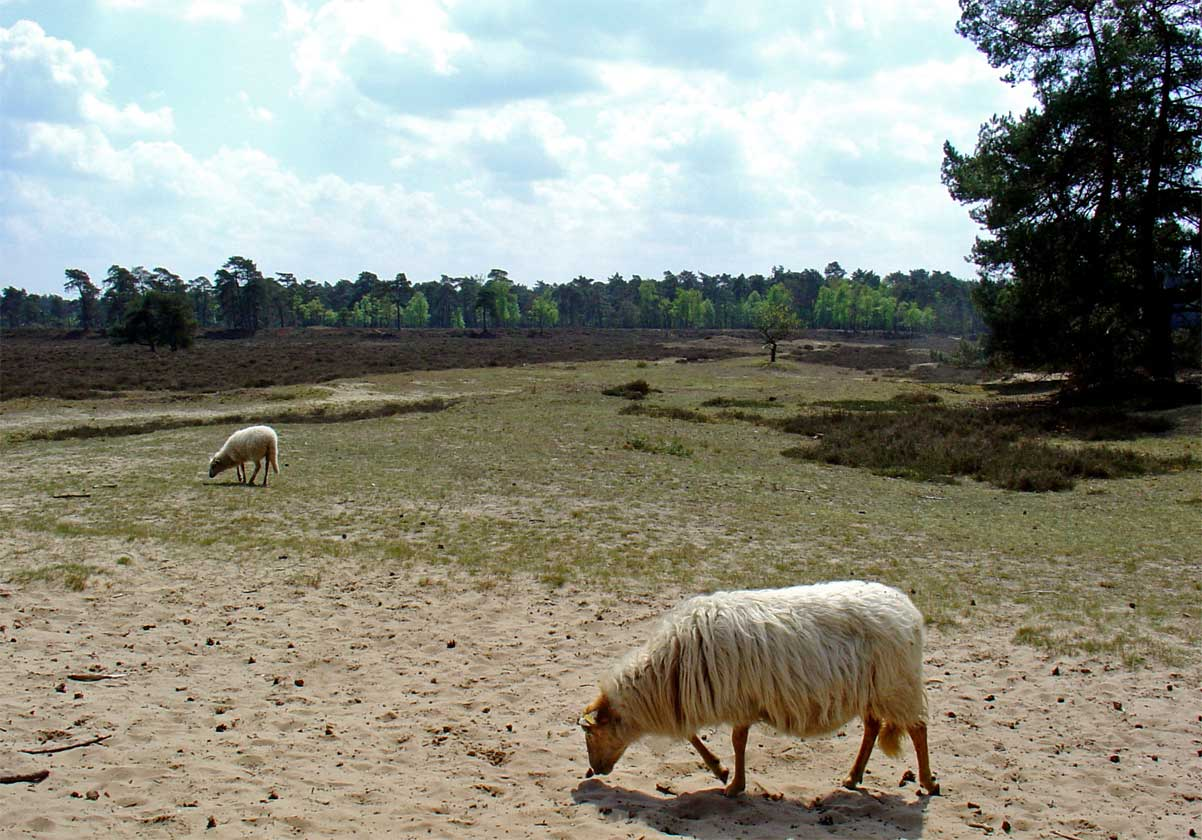
Schapen op de Hoekenbrink

De Hoekenbrink is een 75 ha groot natuurgebied in de Nederlandse provincie Drenthe. Het terrein ligt in de gemeente  Westerveld even ten oosten van de Drentse buurtschap Oude Willem. De Hoekenbrink maakt deel uit van het Drents-Friese Wold. Eigenaar is Staatsbosbeheer. Staatsbosheer is bezig met een ingrijpende reconstructie van het gebied. Een deel van de bossen is gekapt en wordt getransformeerd in een heidegebied, met meer ruimte voor vennetjes.